# IC 4237
IC 4237 ist eine Balken-Spiralgalaxie vom Hubble-Typ SBb im Sternbild Jungfrau. Sie ist schätzungsweise 114 Millionen Lichtjahre von der Milchstraße entfernt.
Das Objekt wurde am 9. Mai 1896  vom Astronomen Guillaume Bigourdan entdeckt.